# Сидоренко, Сергей Владимирович
Сергей Владимирович Сидоренко (род. 2 июня 1953 года) — советский и российский учёный-микробиолог, член-корреспондент РАН (2022).
В 1976 году — окончил Военно-медицинскую академию имени С. М. Кирова, в 1988 году — получил специализацию по клинической фармакологии.
С 2009 года по н. в. — отдела молекулярной микробиологии и эпидемиологии НИИ детских инфекций ФМБА России.
С 2008 года — работал профессором кафедры клинической фармакологии РНИМУ имени Н. И. Пирогова.
С 2011 года — профессор кафедры микробиологии и микологии Санкт-Петербургской медицинской академии последипломного образования.
В 2022 году — избран членом-корреспондентом РАН от Отделения медицинских наук.
Член исполнительного комитета Альянса клинических химиотерапевтов и микробиологов, член правления «Межрегиональной ассоциации клинической микробиологии и антибактериальной химиотерапии», член американского общества микробиологов, член Европейского общества клинической микробиологии и инфекционных болезней Общественная деятельность.
Главный редактор журнала «Антибиотики и химиотерапия».
Главный внештатный специалист-микробиолог Комитета здравоохранения Санкт-Петербурга.
Автор 125 научных публикаций.